# Asbecesta nigropalpa
Asbecesta nigropalpa es una especie de insecto coleóptero de la familia Chrysomelidae.

## Distribución geográfica
Habita en Bioko.